# کلاس ملکه (مجموعه تلویزیونی ۲۰۱۳)
کلاس ملکه (انگلیسی: The Queen's Classroom; کره‌ای: 여왕의 교실) یک مجموعه تلویزیونی محصول کره جنوبی سال ۲۰۱۲ با بازی گو هیون جونگ، کیم هیانگ گی، چون بو گون، کیم سه رون و سو شین ئه است. این مجموعه بازخلق مجموعه تلویزیونی ژاپنی جو نو کیوشیتسو (۲۰۰۵) است. کلاس ملکه از ۱۲ ژوئن تا ۱ اوت ۲۰۱۳، روزهای چهارشنبه و پنجشنبه ساعت ۲۱:۵۵ (کی‌اس‌تی) از ام‌بی‌سی برای ۱۶ قسمت پش شد.